# Chicago (muzikál)

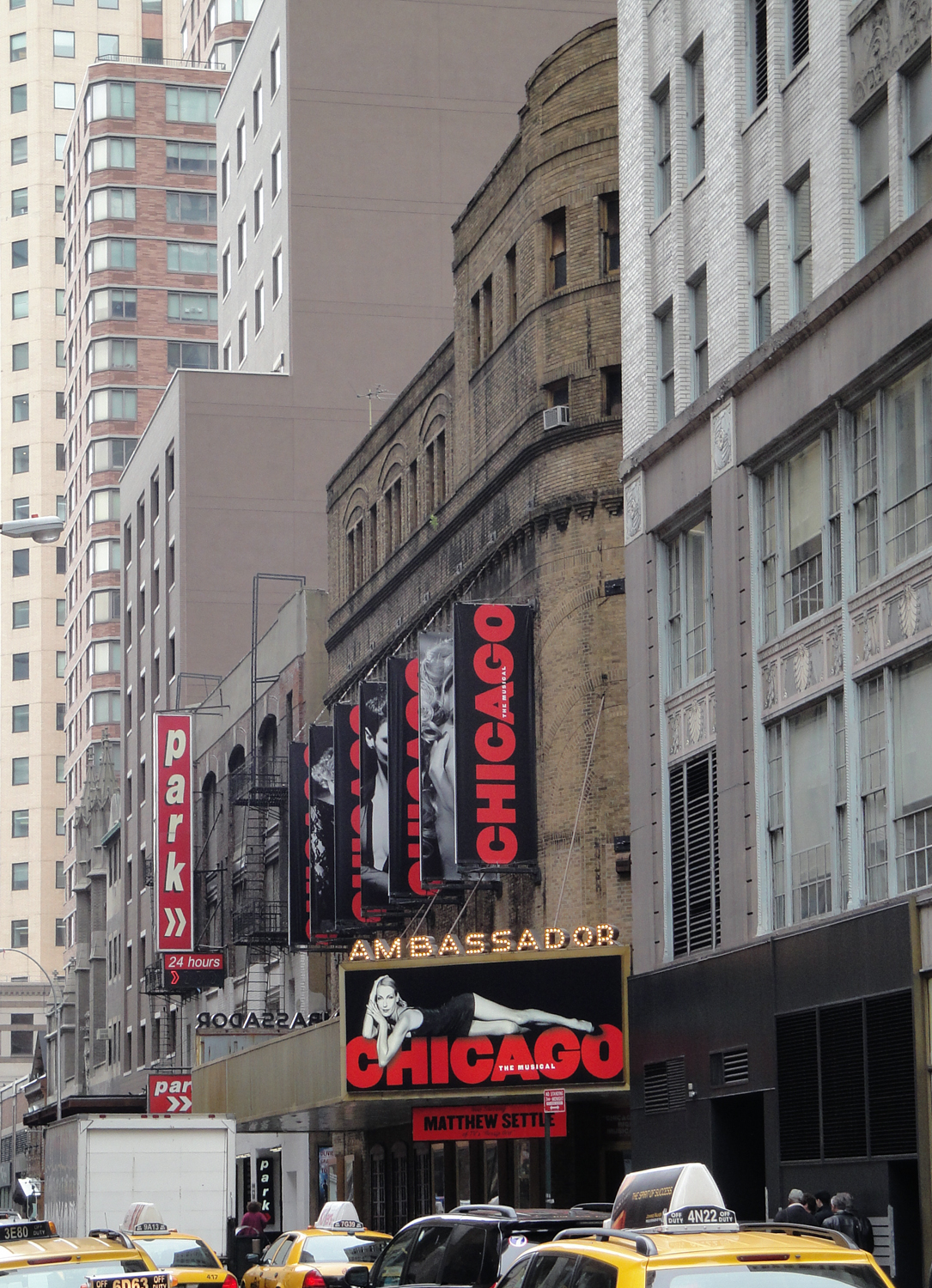
Chicago v Ambassador Theatre (New York) v květnu 2010

Chicago je americký jazzový muzikál od autorů Johna Kandera, Freda Ebba a Boba Fosse, napsaný podle hry Chicago Maurine Dallas Watkinsové z roku 1926.
Originální muzikál měl na Broadwayi premiéru 3. června 1975 v Richard Rodgerově divadle v New Yorku a měl 936 repríz. Do dubna 2011 se dokonce odehrálo více než 5900 představení. Roku 2002 získalo filmové zpracování šest Oscarů. Tento filmový muzikál režíroval Rob Marshall a hráli v něm mimo jiné Catherine Zeta-Jones, Renee Zellweger, Richard Gere, John C. Reilly a Queen Latifah. V Česku jej v letech 2002–2005 uvádělo Hudební divadlo Karlín.

## Písně
V muzikálu se objevují tyto písně:
- Když válí jazz (All that jazz)
- Mourek kocourek (Funny Honey)
- Mordy – Tango (Cell Block Tango)
- Ten, kdo táhne s mámou (When You’re Good To Mama)
- Můj cíl (All I Care About)
- Kousek dobra (A Little Bit of Good)
- Zároveň jsme chytli zbraň (We Both Reached For the Gun)
- Roxie
- Jak sama to dělat mám? (I Can’t Do It Alone)
- Nejlepší přítelkyně (My Own Best Friend)
- Mr. Celofán (Mister Cellophane)
- Dáme fleka všem (Razzle Dazzle)
- Já se mám (Nowadays)

## Děj

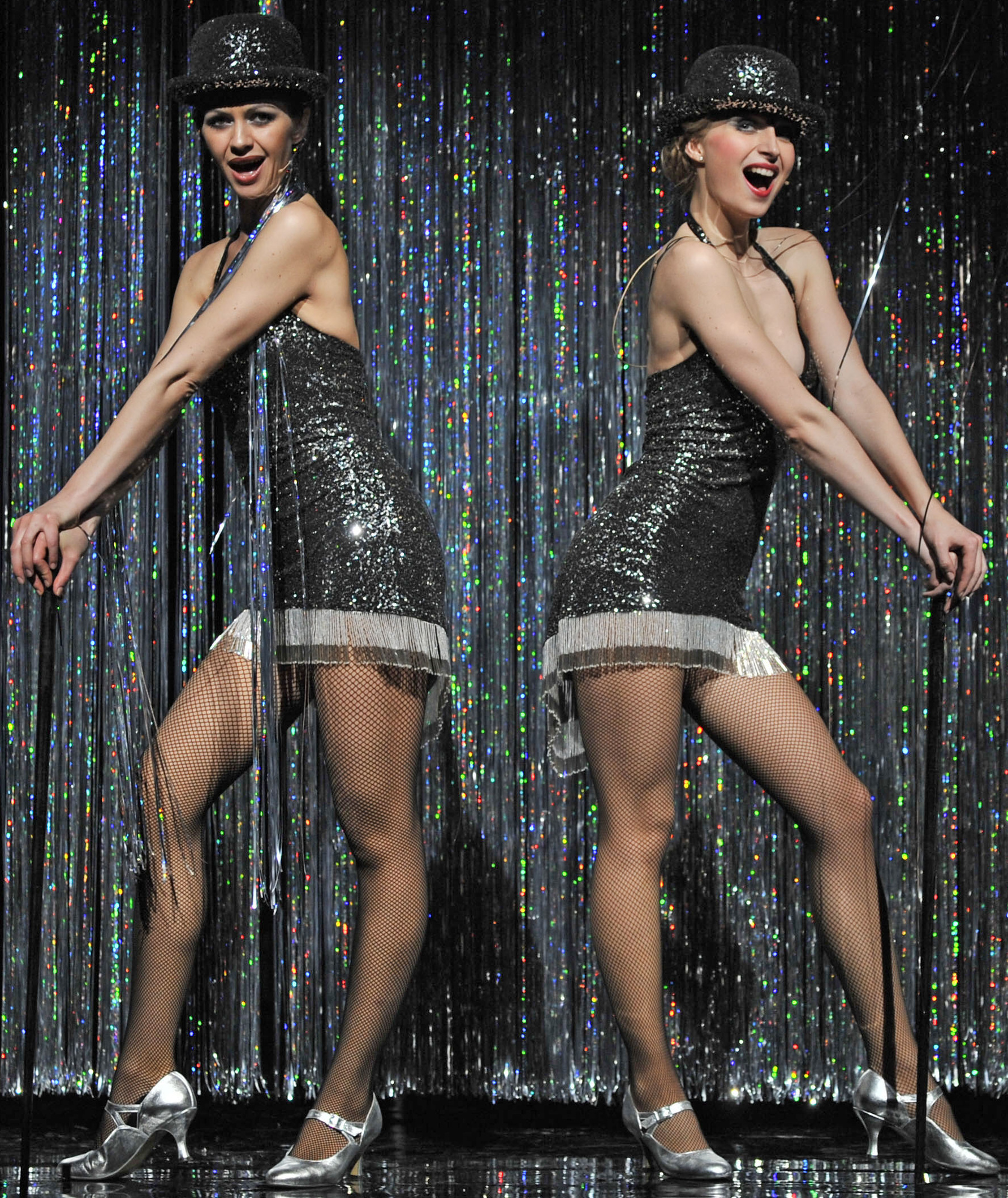
Roxie a Velma v podání MdB

Děj se odehrává v Chicagu, kde žije žena jménem Roxie Hartová. Má klidné, ale nudné manželství s Amosem, proto si najde mladého milence Freda Caselyho. Ten ji později opouští a Roxie ho v návalu vzteku zavraždí pistolí. Je zatčena a spolu s ní je i ve vězení také jazzová zpěvačka Velma Kellyová, která čeká na soud za dvojitou vraždu svého přítele a sestry. Obě dvě se chtějí vyhnout oprátce a co nejdříve se dostat na svobodu. Najmou si toho nejschopnějšího právníka, Billyho Flynna. Ten z nich udělá hvězdy showbyznysu a snaží se všemi způsoby dokázat jejich nevinu. Roxie si dokonce vymyslí příběh o svém těhotenství. Nakonec u soudu uspějí, jejich hlavní argument je, že Roxie zabila svého milence v sebeobraně. Roxie je volná, ale zklamaná z toho, že již není populární hvězda, jako bývala. Chce si najít místo v nějaké jazzové kapele, to je totiž její dávný sen. Nikde ji však nechtějí, tak nakonec utvoří duo s Velmou.

### Brněnská verze
Tento muzikál uvedlo v České republice také Městské divadlo Brno. Premiéru měl na hudební scéně 25. března 2011. Režisér Stanislav Moša se držel původní předlohy, avšak přidal více humoru a minimalismu. Muzikál doprovází živý orchestr MdB, který však není umístěn v orchestřišti jako obvykle, ale je umístěn v klecích v zadní části jeviště. Dirigent Ondřej Tajovský řídí muzikanty speciální kamerou. Muzikál trvá 3 hodiny s jednou dvacetiminutovou přestávkou.

#### Obsazení
| Svetlana Janotová nebo Ivana Vaňková     | Velma Kellyová           |
| Radka Coufalová nebo Ivana Odehnalová    | Roxie Hartová            |
| Petr Gazdík nebo Dušan Vitázek           | Billy Flynn              |
| Milan Němec nebo Lukáš Vlček             | Amos Hart                |
| Alena Antalová nebo Markéta Sedláčková   | Máma Mortonová           |
| Vojtěch Blahuta nebo Karel Škarka        | Konferenciér, Klavírista |
| Lenka Bartolšicová nebo Martina Severová | Mary Sunshinová          |
| Jiří Mach nebo Aleš Slanina              | Fred Casely              |